# Machine inutile

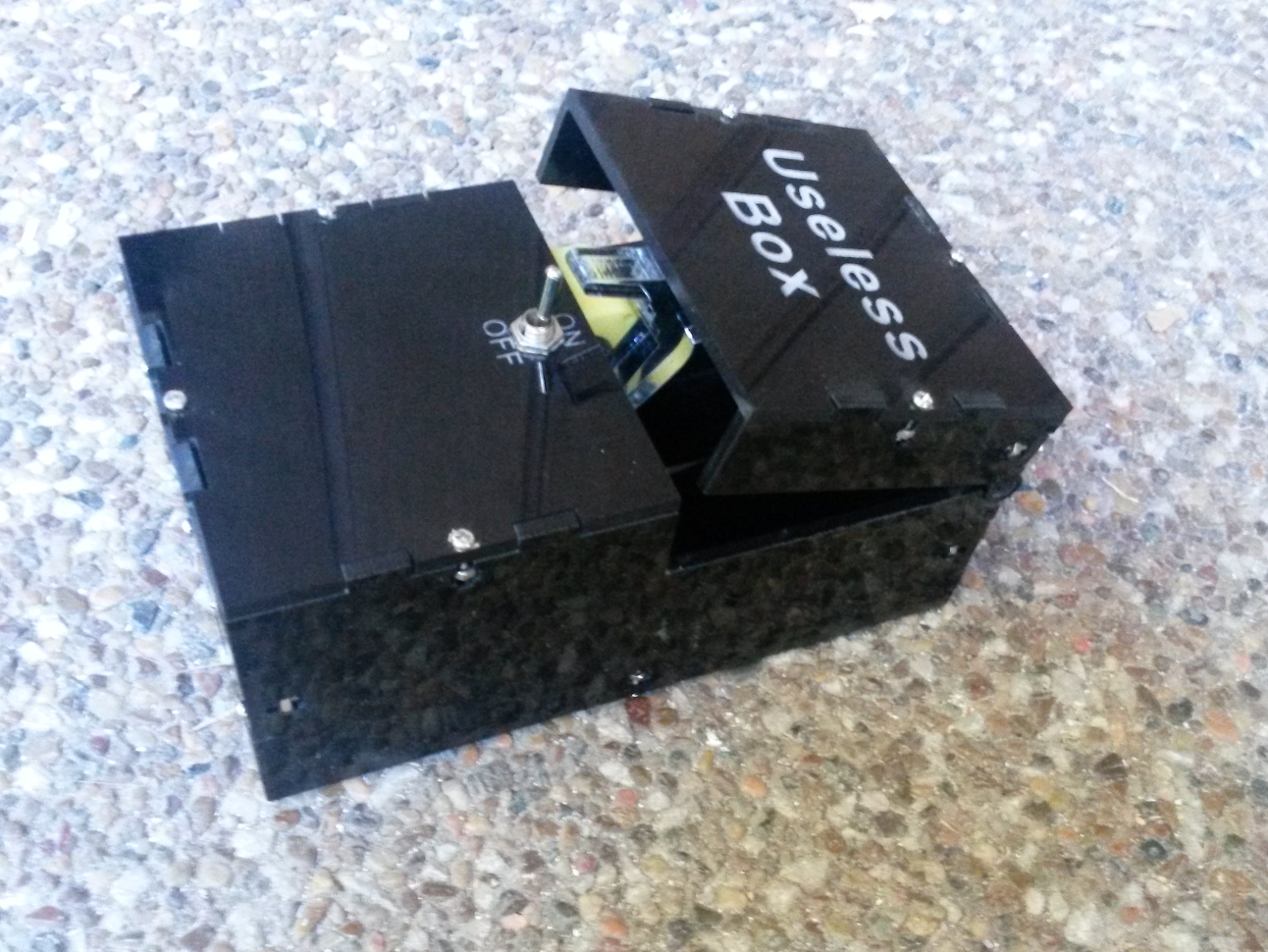
Machine inutile

Une machine inutile est un dispositif qui effectue une tâche ne servant à rien, comme se désactiver lui-même. Une telle machine peut être soit un gadget, soit un jouet technologique, soit encore l'objet d'une réflexion philosophique existentielle.

## Histoire
Dans sa forme moderne, la machine inutile a été inventée par le professeur Marvin Minsky, professeur au MIT et pionnier de l'intelligence artificielle, lorsqu'étudiant il se trouvait aux Bell Labs, en 1952. Minsky qualifia son invention de « machine ultime » mais cette dénomination ne prit pas. La boîte a aussi été appelée la boîte « laisse-moi tranquille ».
Le mentor de Minsky aux laboratoires Bell, le pionnier de la théorie de l'information Claude Shannon, réalisa sa propre version de la machine. Il en gardait un exemplaire sur son bureau et c'est là que l'auteur de science-fiction Arthur C. Clarke put l'observer. Clarke, qui était fasciné par le concept, écrivit plus tard : « il y a quelque chose d'indiciblement sinistre dans une machine qui ne fait rien 
– absolument rien – excepté s'éteindre elle-même ».
Minsky inventa aussi une machine à gravité qui ferait sonner une cloche en cas de variation de la constante de gravitation, une possibilité prévue théoriquement mais qui n'est pas attendue dans un avenir prévisible.

## Produits commerciaux
Dans les années 1960, la compagnie Captain Co. a mis en vente un jouet nommé Monster Inside the Black Box (« Monstre dans la boîte noire »), où une main mécanique émergeait d'une boîte noire en plastique et basculait l’interrupteur pour s'éteindre elle-même. D'autres versions ont été produites.
La boîte « voleuse de pièces » est très proche du concept de machine inutile. Elle s'active lorsqu'une pièce métallique conductrice est placée dans un support. La machine commence par ronronner et par vibrer, puis une petite main plastique apparaît lentement de sous une trappe. Cette main pousse la pièce dans la boîte et referme la trappe, faisant ainsi disparaître la pièce. Cette machine n'est pas strictement inutile puisqu'on peut la comparer à une tirelire, mais elle incomparablement bien plus compliquée qu'il n'est nécessaire pour une tirelire.
Il existe des kits de fabrication de la machine inutile, souvent modernisée par un microprocesseur, dont on peut trouver de nombreuses versions sur des vidéos disponibles sur le web. On trouve dans le commerce des versions complètes ou à monter soi-même.
La société française Multiplié a annoncé travailler sur une nouvelle version de la boîte inutile.